# 贝尼萨
贝尼萨，是西班牙巴伦西亚自治区阿利坎特省的一个市镇。总面积70km2，总人口9821人（2001年），人口密度140人/km2。